# Gerres erythrourus
Gerres erythrourus és una espècie de peix pertanyent a la família dels gerrèids.

## Descripció
- Fa 30 cm de llargària màxima (normalment, en fa 25).
- Les aletes ventral i anal són grogues amb puntes blanques.[3][4][5]

## Alimentació
Els joves mengen zooplàncton i els adults poliquets, bivalves, crustacis i peixos petits.

## Hàbitat
És un peix marí, oceanòdrom, de clima tropical (26 °C-29 °C; 30°N-12°S) i associat als esculls que viu entre 10 i 40 m de fondària.

## Distribució geogràfica
Es troba des de Madagascar fins a Austràlia i Vanuatu.

## Ús comercial
Es comercialitza fresc o com a mandonguilles de peix.

## Observacions
És inofensiu per als humans.